# Antos István

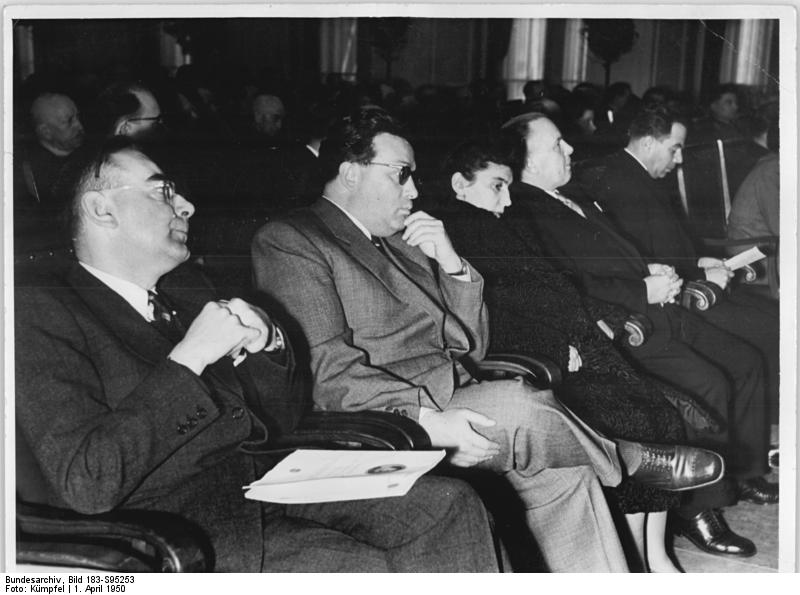

Antos István (Nagyszombat, 1908. június 25. – Budapest, 1960. január 5.) egyetemi tanár, közgazdász, közgazdasági szakíró, országgyűlési képviselő, pénzügyminiszter.

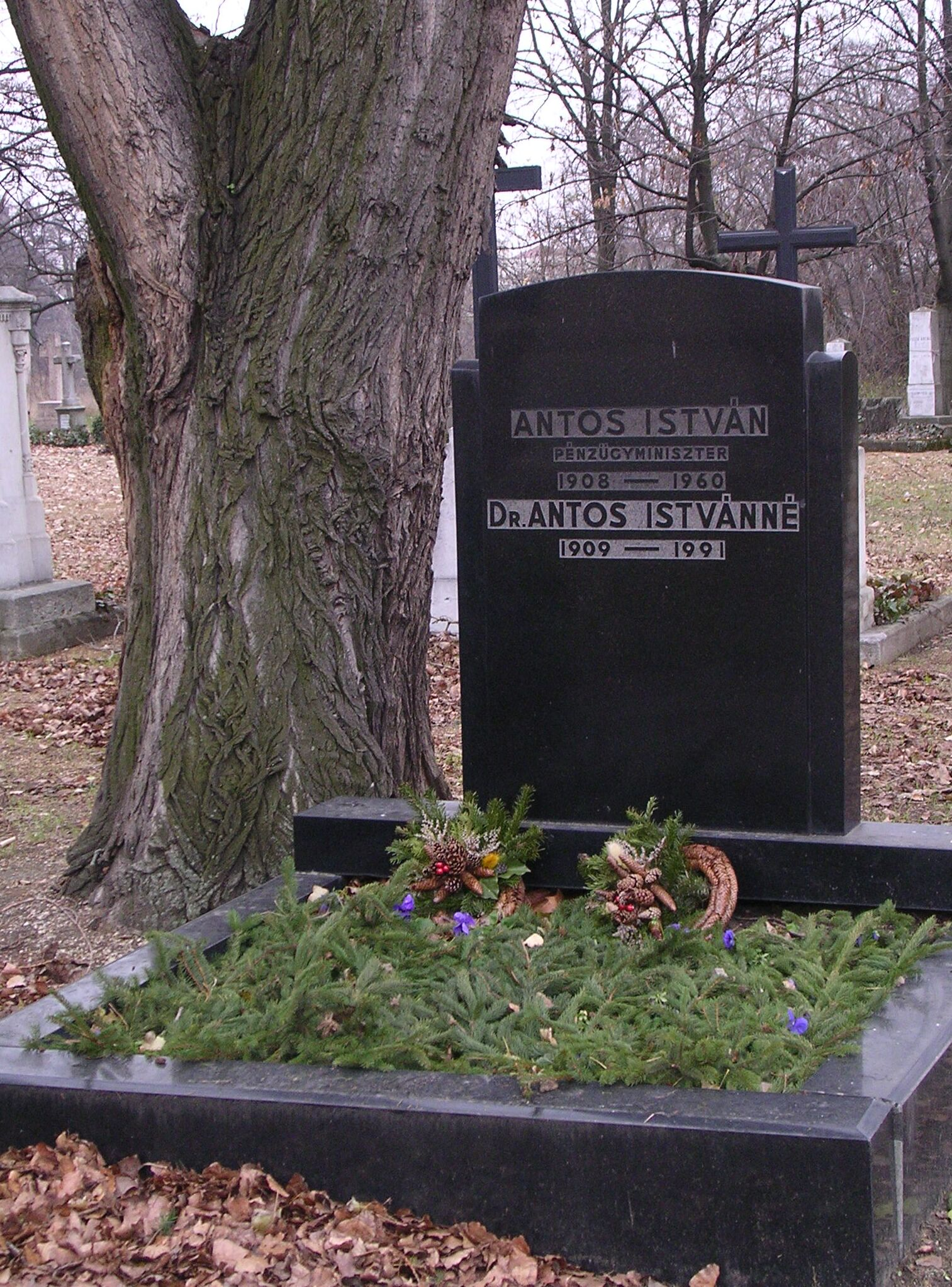
Sírja a Fiumei úti sírkertben

## Élete
Államvasúti mérnök gyermekeként született. Miután leérettségizett, a Közgazdaságtudományi Egyetem hallgatója volt, 1930-ban kapta meg közgazdász diplomáját, 1932-ben tett doktorátust. 1938-tól papírkereskedő volt, nyomdaüzemet nyitott, melyet ugyanebben az évben kibővített egy könyvkiadóval és revizorként is dolgozott. Az 1930-as években a Vörös Segélyt támogatta anyagilag. 1940-től több alkalommal is dolgozott munkaszolgálatosként, majd 1945 februárban a Magyar Kommunista Párt tagja lett. A Pénzintézeti Központban főrevizorrá nevezték ki, ezután pedig az Országos Gazdasági Tanács főtitkára lett. 1945. november 23-tól 1951. január 27-ig pénzügyminisztériumi politikai államtitkárként tevékenykedett, részt vett a forintstabilizáció előkészítésében és az első hároméves terv kidolgozásában. 1946 augusztusban a Magyar Nemzeti Banknak lett a kormánybiztosa, majd 1951. január 27-én a pénzügyminiszter helyettese. 1954-től a Közgazdaságtudományi Egyetem tanszékvezető tanára lett. tanárként is dolgozott. 1955. április 25-től és 1956 októberéig vezette az MDP KV Terv- és Pénzügyi Osztályát, 1956. november 16-ától a Magyar Forradalmi Munkás-Paraszt Kormány pénzügyminiszterének első helyettese, 1957. május 9-től egészen haláláig pedig pénzügyminiszter volt. A Magyar Szocialista Munkáspárt Központi Bizottságának 1957. június 29-étől haláláig volt a tagja, 1959. június 29-étől és 1959. december 5-éig pedig póttagja. Megválasztották országgyűlési képviselőnek 1949. május 15-étől a Magyar Függetlenségi Népfront országos, később a Hazafias Népfront budapesti listájáról. Mandátumát haláláig töltötte be.

## Emlékezete
Budapest XIV. kerületében 1968 és 1990 között utca viselte a nevét, a mai Bagolyvár utca.

## Művei
- A Magyar Nemzeti Bank kamatpolitikája (Budapest, 1932)
- A korlátolt felelősségű társaság könyvvitele, mérlege és adóügyei (Budapest, 1938)
- Ipari vállalatok könyvvitele és kalkulációja (Budapest, 1938)
- Közgazdasági politika (Budapest, 1941)
- Közgazdaságtani kérdések (Budapest, 1942, kézirat)
- Infláció vagy jó pénz? (Budapest, 1946)
- Pénzügyek és hitel alapjai; Marx Károly Közgazdaságtudományi Egyetem, Bp., 1960